# Good Morning Call
Good Morning Call (グッドモーニング・コール guddomōningu kōru) là một Shōjo manga lãng mạn, hài kịch được sáng tác bởi Yue Takasuka. Một phần truyện đã được chuyển thể thành một OVA. Năm 2007, phần tiếp theo của bộ truyện, Good Morning Kiss (グッドモーニング・キス guddomōningu kisu) được đăng ở Cookie. Cho tới tháng 9/2011, tám tập truyện đã được phát hành.
Một bộ phim truyền hình live;action chuyển thể theo đã được đồng sản xuất bởi Fuji TV (Nhật Bản) và Netflix (toàn thế giới). Giống như bản gốc, series phim được quay tại Tokyo và theo mạch truyện kể về mối quan hệ giữa các nhân vật chính từ cấp Cao trung tới Đại học. Mùa 1 phát sóng vào năm 2016, còn muà 2 phát sóng năm 2017 dưới tựa đề Good Morning Call: Our Campus Days (tạm dịch: Cuộc Gọi Chào Buổi Sáng: Những Tháng Ngày Giảng Đường Của Chúng Ta). Theo như kênh xã hội của bộ phim cho biết, dự án sản xuất mùa thứ ba đang được thảo luận kĩ càng.

## Nội dung
Nàng thiếu nữ Yoshikawa Nao chuyển nhà tới căn hộ cho thuê 2DK của mình nơi thành phố trong khi bố mẹ cô đã về nông thôn để tiếp quản trang trại. Tuy nhiên, cô lại sớm nhận ra rằng Uehara Hisashi, một nam sinh điển trai cùng khối cô cũng chuyển tới. Phát hiện ra cả hai bị bọn môi giới lừa thuê chung một khu căn hộ, họ đành đồng ý việc sống chung để cùng nhau trả tiền thuê (trong truyện giá thuê nhà là 150,000 Yên nếu ở đơn; tương đương khoảng hơn 10 triệu VNĐ. Nếu cả hai sống chung thì bà chủ nhà hứa sẽ cho giảm giá thuê nhà xuống còn 80,000 Yên như giá ban đầu bọn môi giới nhà đất lừa đảo hứa hẹn). Câu chuyện chủ yếu nói về hai người với hành trình giấu bí mật sống chung khỏi những người xung quanh, đồng thời làm bồi đắp thêm tình cảm Nao dành cho Hisashi khi cô dần tìm hiểu về cậu nhiều hơn.Tuy nhiên, sau này, trong truyện là con trai của bà chủ nhà vừa từ Mỹ về muốn thuê lại căn nhà đó để sống cùng bạn gái (còn trong phim là hai nhân vật vi phạm nội quy trường do chưa đủ 18 tuổi để sống chung, bất kể lý do gì) nên cả hai phải chuyển nhà đi. Bất ngờ, với sự sắp đặt của bà chủ nhà, cả hai được sống ngay cạnh nhau, như những người hàng xóm.Trong truyện, tất cả các nhân vật chính đều ở học năm cuối Sơ trung (15 tuổi) còn trong live-action thì là năm 2 Cao trung (17 tuổi). Ở mùa 2 live-action, câu chuyện tiếp tục với cuộc sống ở đại học của các nhân vật cũ, đồng thời thêm các nhân vật mới, không giống như trong truyện là Cao trung.

## Nhân vật
Nao Yoshikawa (吉川 菜緒 Yoshikawa Nao)
Lồng tiếng bởi: Yuka Tokumitsu; Thủ vai bởi: Haruka Fukuhara
Nao là một thiếu nữ có cái đầu óc hay bay bổng và dễ tính học ở lớp K. Chỉ còn một học kì nữa là kết thúc cấp Sơ trung, cô đã thuyết phục gia đình mình cho cô ở lại thành phố với điều kiện là cô phải tiếp tục học. Vì bị dính vào một hợp đồng cho thuê lừa đảo, cô và Uehara Hisashi phải sống chung cho tới khi tìm được chỗ mới. Đối với Hisashi, Nao khá phiền phức và nhiều chuyện. Cô rất ghét Uehara vì cậu là một người khó tính nhưng tình cảm đó dần dần thay đổi khi sự yêu quý của Nao dành cho cậu vượt quá giới hạn bạn bè chung sống. Thứ duy nhất của cô có thể làm mủi lòng Uehara là tài nấu ăn của cô. Nao ngây thơ và luôn chủ động, cô làm mọi việc để thể hiện tình cảm của mình tới Uehara và gần như gỡ nút thắt trong mọi vấn đề gia đình nhà Uehara trong lúc Uehara Hisashi còn lúng túng. Trong phim thì cô khá ngốc nghếch, nhờ có sự giúp đỡ của Hisashi mà cô mới đứng chót nửa top đầu cả khối. Cô bắt đầu chính thức hẹn hò với Hisashi một thời gian sau đó. Cô luôn tôn trọng ý kiến riêng của Hisashi nên vì vậy mà cô hay bị tổn thương. Trong mùa 2 live-action, Nao thi đỗ vào một trường đại học, cô cùng với bạn cùng học Ota gia nhập vào câu lạc bộ khéo tay. Cô từng làm thêm ở một quán mì Ramen tên Sao Đêm và hiện đang làm ở một cửa hàng thủ công.
Hisashi Uehara (上原 久志 Uehara Hisashi) 
     Lồng tiếng bởi: Eiji Moriyama; Thủ vai bởi: Shunya Shiraishi
Một anh chàng nổi tiếng và điển trai học lớp A, không ngạc nhiên gì khi cậu có cả lũ nữ sinh hâm mộ bám đuôi. Thực ra, cậu thuộc "Tốp Ba Những Anh Chàng Bảnh Nhất" trường trong cả ba năm đi học. Cậu sống cùng với Nao vì cậu đã nhiều lần thất bại khi đi thuê nhà. Cậu là một người cực kì thờ ơ và khó gần, nhưng lại gần như chẳng học mấy mà cậu vẫn đứng đầu khối. Đầu bộ phim, cậu còn đặt ra những luật lệ làm khổ sở Nao. Tuy vậy, cậu có một ngoại hình như người trưởng thành, nên cậu thường cố cư xử sao cho già dặn, nên mới bị Yuri và anh trai trêu là "già ranh"(tỏ vẻ già dặn nhưng thực ra rất trẻ con). Trong phần truyện Good Morning Kiss, cậu được vẽ trông khá giống mẹ mình. Bố mẹ cậu đã mất khi cậu còn là học sinh Tiểu học. Cậu đem lòng thích một cô gái lớn tuổi hơn, đó là chị Yuri trong 6 năm (8 năm trong live action) nhưng rồi cậu nhanh chóng đau lòng vì cuối cùng Yuri cưới anh trai dù cô ấy biết tình cảm của cậu. Đó cũng là lí do khiến cậu muốn ra ở riêng, để tránh mặt người mình thầm yêu. Trong chương 15, Yuri nhốt Nao vào trong phòng của cô bé, rồi hỏi vì sao Hisashi không về nhà, cậu bảo rằng cậu muốn tránh mặt cô, nhưng dù có vậy thì cậu sẽ sớm quên thôi, mà là vì cậu thích Nao và muốn ở bên Nao. Khi Yuri dời đi và Nao vô tình ngã trượt chân vì hoảng hốt, cậu biết ngay rằng Nao đã nghe thấy hết. Hisashi đã nói với cô rằng đó là tình cảm thực sự cậu dành cho cô. Nhưng vì cái thói thể hiện cảm xúc không rõ ràng nên cậu thường làm tổn thương Nao mà cậu không hề biết, khiến nhiều người quý Nao phải nói cho cậu biết. Trong thời gian yêu Nao, Hisashi dần lột bỏ được vỏ bọc lạnh lùng, trở nên ấm áp hơn, cậu thỉnh thoảng cũng hay ghen hơn. Trong phim, cậu đi làm thêm ở quán cà phê gần ga tàu. Cậu nhiều lần đã ép cả Nao và bản thân ra ở riêng vì lo cho tương lai của cả hai. Trông cậu có vẻ hoàn hảo, nhưng Hisashi có tật xấu là cậu ăn rất nhiều, ăn bao nhiêu cũng không xuể. Trong mùa 2 live-action, cậu (lại) được liệt vào danh sách các gương mặt nam sinh mới của trường đại học. Trường cậu học nằm ngay cạnh trường Nao theo. Cậu nay đang làm thêm không công cho một trợ lí giáo sư lập dị nhưng xinh đẹp của trường Nao, Saeko. 
Marina Konno (紺野 まりな Konno Marina)
Lồng tiếng bởi: Maki Saitō; Thủ vai bởi: Moe Arai
Một trong những người bạn thân nhất của Nao. Marina rất ít khi giận bạn, mà nếu giận thì giận rất nhanh. Cô bị cuồng trai và rất am hiểu trong lĩnh vực tán trai.Cô thậm chí còn giữ một quyển sổ ghi tên mọi chàng hotboy mà cô dù chỉ vừa lướt mắt qua. Cô rất thẳng thắn, cô thường khuyên Nao, chỉ đường cho Nao để chinh phục Hisashi. Trong phim, Marina luôn muốn những điều tốt nhất với bạn, dù Nao đang hẹn hò cùng người mà cô chết mê chết mệt, nhưng cô vẫn ủng hộ Nao hết mình. Marina cũng khá hời hợt trong chuyện tình cảm, khi cô không bao giờ có thể hẹn hò hẳn hoi với một anh chàng, trừ bạn thân của cô, Mitsuishi. Hai người tuy có nhiều bất đồng nhưng cũng nhanh làm lành. Trong mùa 2 live-action, cô lo lắng Mitsuishi không còn yêu mình, nên thẳng thừng đòi chia tay, Nao, Hisashi và Natsume (một nhân vật chỉ xuất hiện trong mùa 2) phải dựng nên một sự cố trong vở kịch để hàn gắn hai người. Nhưng không sao, vì cuối cùng Mitsuishi và Marina cũng đều giảng hòa được.
Yuichi Mitsuishi (光石 由一, Mitsuishi Yuichi)
Thủ vai bởi: Shugo Nagashima
Cậu cũng là một người bạn thân của Nao, đồng thời còn được biết đến với biệt danh Mi-chan (みっちゃん). Cậu thi thoảng nói vài câu châm biếm dễ trúng tim đen người khác. Cậu là con bác sĩ. Cậu đem lòng yêu Marina và nhanh chóng chính thức hẹn hò với cô không lâu sau đó. Trong phần truyện tiếp theo, Mitsuishi không học cùng trường Cao trung với Marina và Nao nữa, do cậu muốn theo đam mê của riêng mình (trong phim là cậu muốn theo đuổi ước mơ nên học ở một trường Đại học ở đảo Hokkaido). Mitsuishi thường xuyên bận rộn với việc học nên cậu ít khi gọi điện cho Marina, nên cô thường giận cậu. Trong lần giận nhau đã được đề cập ở phần của Marina, trong phim, Mitsuishi phải về Tokyo ở nhờ trong nhà của Hisashi và khóc rất nhiều. Cũng vì sự cổ vũ của Hisashi và Nao, Mitsushi mới đủ can đảm nói chuyện với Marina. 
Jun Abe (阿部 順 Abe Jun)
Lồng tiếng bởi: Ryō Naitō; Thủ vai bởi: Koya Nagasawa
Cậu là bạn cùng lớp của Nao, thường được gọi thân mật là Abecchi. Cậu có biệt danh là "Vua Tỏ Tình" vì cậu thường xuyên rủ nhiều cô gái xung quanh đi chơi, nhưng số lần tỏ tình lại bằng với số lần bị từ chối. Cậu dường như bị nghiện những cô gái có vẻ dễ thương. Vì hồi cậu còn nhỏ, cậu đem lòng thích cô bạn xinh xắn của cậu. Nhưng khi cô bạn đó có người yêu, Abe hỏi lí do sao cô gái đó không chọn cậu thì cô ấy nói rằng cậu chẳng nói nên chẳng ai biết gì cả. Vì vậy cậu mới liên tục ngẫu nhiên tỏ tình các cô gái dễ thường, vì cậu ấy sợ mình sẽ lỡ cơ hội như năm xưa, trong đó có cả Nao. Cậu vừa muốn yêu Nao lại vừa muốn ủng hộ mối quan hệ giữa cô và Hisashi. Dù đã bị Nao từ chối, nhưng vì những điểm tương đồng về tính cách đã khiến hai người trở thành bạn tốt của nhau. Trong truyện, Abe được tặng sô cô la bởi cô bé dễ thương tên là Ooishi Tsukasa. Nhưng mối tình của họ cũng không kéo dài lâu lắm. Gần đây cậu lại chuyển thích Yuri và Nanako. Cậu thường tự nhận Uehara (Hisashi) là bạn thân nhất của mình. Ngoài ra, trong live action ở mùa thứ hai, Abe đỗ cùng trường đại học với Nao và chơi rất thân với cô ấy.
Yuri Uehara (上原 百合, Uehara Yuri)
Michiko Neya (阿部 順 Abe Jun) (阿部 順 Abe Jun); Thủ vai bởi: Erika Mori
Cô là chị dâu của Hisashi. Cô ấy trẻ trung và xinh đẹp. Dù cô biết tình cảm của Hisashi dành cho mình, nhưng cô luôn một lòng một dạ yêu anh trai của cậu. Yuri tốt bụng và vô tư, cô còn phóng khoáng nữa, khi cô luôn đến thăm nhà Hisashi và Nao mà không quên một vài túi bánh cho Hisashi và quần áo mới cho Nao. Cô làm thân với Nao rất nhanh. Tuy nhiên Yuri cũng có rất nhiều tật xấu. Cô hay hiểu lầm và giận chồng, thậm chí cô có lần giận đến nỗi vứt nhẫn cưới đi, Hisashi và Nao phải mò trong vườn khu căn hộ mới tìm ra. Mỗi khi chán đời là Yuri lại uống rượu, mà cứ khi nào say là cô không thể ngừng... hôn người khác. Vì vậy ai cũng sợ Yuri khi say. Cô ấy còn rất thích đi mua sắm.
Nanako Kusanagi (草薙 ななこ, Kusanagi Nanako)
Thủ vai bởi: Hinako Tanaka
Đứa con gái 12 tuổi (14 hoặc 15 tuổi trong phim) của chủ cửa hàng (quán cà phê trong live action) Hisashi đang làm thêm. Dù bề ngoài trông cô bé rất ngọt ngào, thánh thiện, nhưng bản chất thật của cô bé lại rất ích kỉ. Cô bé muốn Hisashi làm bạn trai mình và thích trêu đùa Nao. May mắn là Hisashi biết cô bé là người hai mặt nên nhanh chóng khước từ tình cảm của cô bé. ở chương cuối, Nanako nhận ra tình cảm của mình chỉ là nhất thời, không phải là tình yêu thật. Trong phim, sau khi cô bị từ chối, Nanako ủng hộ hết mình cho tình cảm của Hisashi và Nao.
Issei Sata (佐多 一星, Sata Issei)
Thủ vai bởi: Kentaro Matsuo
Anh là con trai chủ một quán mì ramen (trong live action quán mì đó tên là Sao Đêm). Nao bắt đầu làm thêm ở đây sau khi anh đâm cô trên đường, đó là lỗi của Nao do cô ấy không để ý tới tín hiệu đèn giao thông. Lúc đó Issei đi giao những cái bát có giá trị lên tới 13,000,000 yên (dù sau đó họ biết họ bị lừa do chẳng có cái bát nào lại đắt đến cỡ đó) những cái bát đó được tặng bởi vị khách giàu và đặc biệt nhất của họ, ngài Nakatsugawa, đồng thời là chồng bà chủ nhà cho Hisashi và Nao thuê nhà. Issei giống như là một nhân vật phụ, nhưng trong live-action, anh ấy xuất hiện rất nhiều lần. Issei còn được khách quen gọi là Icchan, và đó cũng là cách gọi thân quen của Nao và những người bạn của cô. Issei từng nghĩ rằng mình sẽ tự nhiên tiếp quản được quán của bố sau khi kế thừa, nhưng rồi anh nhận ra rằng mình phải đi học hỏi rồi mới về xây dựng quán được. Ban đầu bố anh phản đối, đuổi anh ra ngoài đường ở, nhưng nhờ kế hoạch của Nao và Abe, ông chủ quán đã suy nghĩ lại và cho con trai mình đi học hỏi thiên hạ. Từ đó, Issei giống như người anh trai của cô vậy. Thỉnh thoảng, những khi giận Hisashi, Nao lại tâm sự với Issei, Issei cũng luôn tận tình giúp cô vượt qua khó khắn trong cuộc sống, khuyên bảo cô nhiều  điều. Dần dần, anh nhận ra tình cảm mình dành cho Nao đã đi quá giới hạn anh em. Cậu thường xuyên quát mắng Hisashi, bắt cậu hãy thay anh ấy thấu hiểu Nao mỗi khi cô ấy bị tổn thương.
Ota (太田, Ota )
Bạn của Nao khi vào đại học. Cô là một cô gái vẻ ủ rũ và lập dị (trong phim) với một đôi kính (trong truyện). Ota còn độc thân và cô luôn mơ tưởng tới loại đàn ông mà cô sẽ yêu. Trong live action, Ota, Nao và Abe là một nhóm, ba người hay họp nhau ở cái bàn gỗ căng-tin quen thuộc, và hay gọi chỗ đó là nơi tụ hợp của những kẻ ủ rũ. Tuy nhiên trong truyện, Nao và Marina thường xuyên gán ghép cô với Abe, nói rằng Abe là "mẫu người lí tưởng" của Ota nên cô thường xuyên đỏ mặt và trốn tránh cậu
Daichi Shinozaki
Thủ vai bởi: Dori Sakurada
Là một nhân vật gốc trong phim truyền hình, anh ấy là bạn thân thuở nhỏ của Nao, đồng thời là nam sinh đại diện khối 3 (lớp 12) trong nhóm "Tốp Ba Những Anh Chàng Bảnh Nhất" ở trường Cao trung nới Nao theo học. Anh ấy rất năng nổ trong các hoạt động ngoại khóa của trường và còn là đội trưởng của đội bóng chày trường. Vì tình bạn thuở nhỏ với Nao nên Daichi đã đem lòng thích cô một thời gian lâu dài, mặc dù Nao chỉ coi anh như người anh trai yêu quý. Ban đầu anh không hề hài lòng chuyện tình cảm giữa Nao và Hisashi, vì anh cho rằng Hisashi thiếu dứt khoát trong chuyện tình cảm và sự độc đoán của cậu ta có thể làm cho Nao dễ bị tổn thương; nên anh không ngần ngại chia sẻ điều đó với Nao và thường có thái độ trách móc Hisashi. Tuy nhiên sau này, khi đã biết được ý chí của Nao, đồng thời nhận ra tình cảm của bản thân dành cho cô đã phai đi nhiều cùng là do anh đã phải lòng một người khác, nên anh trở nên vui vẻ hơn và ủng hộ chuyện tình cảm của Nao nhiều hơn.
Takuya Uehara
Thủ vai bởi; Kei Tanaka
Anh trai của Hisashi và chồng của Yuri.